# Jerry Hoyt
Jerry Hoyt (29 de janeiro de 1929 — 10 de julho de 1955) foi um automobilista norte-americano.
Hoyt esteve em cinco (quatro) 500 Milhas de Indianápolis: 1950, 1951 (não se qualificou), 1953, 1954 e 1955. 
Dois meses depois da pole position em Indianápolis, ele faleceu numa prova em Oklahoma City.